# Ліннея Деб
Ліннея Мері Гансдоттер Деб (швед. Linnéa Mary Hansdotter Deb, уроджена Спорре (швед. Sporre); нар. 23 липня 1977), професійно відома як Ліннея Деб — шведська співачка, авторка пісень і продюсерка. Вона працювала з такими виконавцями, як Fifth Harmony, JoJo, Akon та ін.
Ліннея Деб має контракт із видавництвом Northbound Music Publishing у Стокгольмі, де вона є членом продюсерської групи The Family разом із Джоєм Дебом та Антоном Гардом аф Сегерстадом. Раніше (2013—2016) вони мали контракт із BMG Publishing.

## Кар'єра
На початку своєї кар'єри Ліннея Деб співала в кількох хорах і гастролювала з Ace of Base і Каролою. Крім того, її вокально залучили для кількох різних альбомів і пісень, однією з яких є «Cara Mia» шведського виконавця Монса Сельмерлева.
2012 року стала співавторкою альбому Ульріка Мюнтера під назвою Ulrik Munther, який одразу посів 1 позицію у шведському чарті альбомів, а сингл «Boy's Don't Cry», який міститься в альбомі, здобув золоту сертифікацію продажів.
Ліннея також написала й спродюсувала кілька міжнародних хітів. Вона стала співавторкою першого запису «Top Down» на альбомі Fifth Harmony Reflection. Крім того, вона та її продюсерська команда написали та продюсували сингл «Save My Soul» співачки ДжоДжо. Ліннея Деб також є співавторкою синглу «Cool Me Down» польської виконавиці Маргарет, який став двічі платиновим у Польщі та золотим у Швеції.

## Пісенний конкурс Євробачення
Ліннея Деб разом із Джоєм Дебом примітні своєю роботою як на Пісенному конкурсі Євробачення, так і на національних відборах для конкурсу різних країн. Найбільше вони залучені до Melodifestivalen, щорічного відбору Швеції, на якому як автори пісень здобули чотири перемоги. Уперше пісня співавторства Дебів, а саме «You» Робіна Стернберга, перемогла 2013 року; вона побила шведський рекорд за кількістю програваних пісень за один день і була номінована на шведську премію Grammis як «Пісня року 2014». Друга пісня-переможиця — «Heroes» у виконанні Монса Сельмерлева (2015) — також здобула перемогу на Пісенному конкурсі Євробачення 2015, була продана як 5× платинова у Швеції та золота в Іспанії, Норвегії та Австрії. 2021 року Деби знову стали переможцями Melodifestivalen як співавтори пісні «Voices» співака Туссе, а 2024 — з піснею «Unforgettable» у виконанні Marcus & Martinus. У 2014, 2021 і 2023 роках пісні Дебів посіли другі місця на Melodifestivalen.